# Синодальный миссионерский отдел
Синодальный миссионерский отдел Московского патриархата — один из синодальных отделов Московского патриархата; создан 26 декабря 1995 года.

## История
До революции при Святейшем Синоде существовал миссионерский отдел, который в 1913 году был превращён в Миссионерский совет, координировавший деятельность всех миссий Русской церкви. По словам сотрудника ОВЦС Дмитрия Петровского, «только в 1913 г. при Святейшем Правительствующем Синоде создается Миссионерский совет, призванный координировать деятельность зарубежных миссий. Существовавшие к тому времени миссии — Китайская, Японская, Корейская, Урмийская — до этого подчинялись непосредственно Синоду в числе многих прочих церковных учреждений, что приводило, надо сказать, к некоторому хаосу. Иногда это имело и позитивное значение, потому что определенная свобода позволила равноапостольному Николаю Японскому организовать миссионерскую работу, приведшую к образованию Японской Автономной Православной Церкви. Но с другой стороны, православные миссионеры не получали централизованной систематической поддержки».
16 апреля 1945 года решением Священного Синода был создан Миссионерский совет. В изменившихся условиях решением Священного Синода от 19 октября 1949 года по предложению патриарха Миссионерский совет был ликвидирован.
Согласно Определению Архиерейского Собора 1994 года, в феврале 1995 года Священный Синод принимает решение о создании рабочей группы по выработке концепции возрождения православной миссии. В октябре 1995 года такая концепция утверждается Священным Синодом, а 26 декабря 1995 года определением Синода создаётся Синодальный Миссионерский отдел.
Основные направления его деятельности определены Архиерейскими Соборами 1994 и 1997 годов, Концепцией возрождения миссионерской деятельности РПЦ (1995), а также решениями съезда епархиальных миссионеров РПЦ (Белгород, 1996).
С 1996 года при отделе работает Белгородская духовная семинария, готовящая православных миссионеров.
Обновлённая структура и кадровый состав Миссионерского отдела благословлены Патриархом Кириллом 19 декабря 2009 года.
2 октября 2013 года Священный Синод утвердил устав отдела.

## Секторы
Состоял из секторов (до 2009 года):
- информационно-аналитического,
- реабилитационного,
- апологетической миссии,
- методологического,
- издательского.

После того, как патриархом Московским стал Кирилл, отдел был реорганизован
- Миссионерский Фонд и финансово-хозяйственная деятельность
- Управление делами Миссионерского отдела
- Сектор «Координация работы с епархиальными миссионерами и миссионерскими станами»
- Сектор «Антисектантская работа и духовная безопасность»
- Сектор «Методология и практика миссионерской работы»
- Сектор «Подготовка миссионерских кадров»
- Сектор «Издательская деятельность и миссия в СМИ»
- Сектор «Миссионерское поле (аналитика)»
- Правовой сектор

## Председатели
Миссионерский совет при Святейшем синоде
- Сергий (Страгородский) (4 апреля 1913 — 14 января 1915)
- Иннокентий (Ястребов) (14 января 1915—1917)

Миссионерский совет при Священном синоде
- Виталий (Введенский) (19 июля 1946 — 21 февраля 1949)

Синодальный миссионерский отдел
- Иоанн (Попов) (26 декабря 1995 — 29 декабря 2021)
- Евфимий (Моисеев) (29 декабря 2021 — 24 октября 2024)
- Антоний Косых (24 октября 2024 — 13 февраля 2025) и. о.
- Савва (Тутунов) (с 15 мая 2025), и. о. 13 февраля ― 15 мая 2025

## Издания
- Миссионерское обозрение. Периодичность выхода — 1 раз в два месяца.[6]